# Belá nad Cirochou
Belá nad Cirochou (em húngaro: Cirókabéla) é um município da Eslováquia, situado no distrito de Snina, na região de Prešov. Tem 17,35 km² de área e sua população em 2018 foi estimada em 3.379 habitantes.

## Demografia
| Ano:        | 1994 | 2004   | 2014   | 2024   |
| ----------- | ---- | ------ | ------ | ------ |
| Broj ljudi: | 3165 | 3318   | 3348   | 3279   |
| Razlika:    |      | +4,83% | +0,90% | -2,06% |

| Ano:               | 2023 | 2024   |
| ------------------ | ---- | ------ |
| Número de pessoas: | 3303 | 3279   |
| Diferença:         |      | -0,72% |